# Florian Wagner (Schauspieler)
Florian Wagner (* 1976 in München) ist ein deutscher Schauspieler und Fernsehmoderator.

## Leben
Wagner hatte bereits als Kind den Wunsch, Schauspieler zu werden. Er absolvierte von 1996 bis 1999 eine Schauspielausbildung im Schauspielstudio Gmelin München und parallel eine private Gesangsausbildung.
Erste Erfahrungen sammelte er in Hauptrollen der Kurzfilme Viergeteilt im Morgengrauen (1999) von Norbert Keil, Flaschen (1999) von Philip Fleischmann und Boxen (2000) von Cyrill Boss, letztere beide an der Filmakademie Baden-Württemberg in Ludwigsburg entstanden. Ab 2001 folgten zunächst kleinere Rollen in Film- und Fernsehproduktionen, zum Beispiel 2002 in einer Episode der Serie Marienhof unter der Regie von Irina Popow oder 2003 in Affäre zu dritt von Josh Broecker.
Wagner ist unter anderem als Sänger auch auf dem Soundtrack Von Wegen! zum gleichnamigen Kinofilm zu hören, in dem er die Hauptrolle spielt, ferner auch auf dem Track Marionette des Konzept-Hörbuchs nach|t|vertont von Stefan Brinkmann, das dieser 2006 in Kooperation mit Phase III und weiteren Interpreten veröffentlichte.
Seit 2009 konzentrierte sich Wagner mehr und mehr auf die Moderation. Er moderierte das Online-Format „Yottaplayer“, darauf folgte die „Litnightshow“ – ein monatlich erscheinendes Online-Literatur-Format.
2013 startete er seine Karriere beim BR Fernsehen mit dem Magazin „Heimatrauschen“. Es folgten weitere Einsätze für den BR, u. a. Weida Mitanand (2013), Wiesn, Täter, Polizei (2014), Auszapft is! 2 Jahrzehnte Wiesn-G´schichten mit Christian Udo (2014), Best-of-Show – Daheim das Beste zum 50jährigen des BR und Seppl und Saupreiß – Eine bayerische Annäherung (2014).
Milberg & Wagner ist ein Projekt für den BR, welches im Jahre 2016 startete. Judith Milberg und Florian Wagner entwickeln Einrichtungsideen nach den Wünschen von Zuschauern.
Anfang 2016 gründete Florian Wagner gemeinsam mit Sebastian Fery die Produktionsfirma Gebrüder Ungehobelt Mediamanufaktur GbR in München. In der Doppelfunktion als Moderator und Produzent produziert und moderiert Wagner 2016 das Literaturmagazin „Kapitelweise“ für sky ARTS.
Neben seinem TV-Engagement moderiert er seit 2016 die Rita-Falk-Lesungen im Circus Krone in München und bayernweit.
Im Juli 2017 starteten die Dreharbeiten für das neue Primetime-Unterhaltungsformat Mannsbild & Pfundskerl.
Wagner wohnt am Tegernsee.

## Filmografie (Auswahl)
- 2024: Die Toten vom Bodensee – Nachtschatten (Fernsehreihe)
- 2008: SOKO 5113: Teufelskirschen (Regie: Bodo Schwarz)
- 2007: Notruf Hafenkante: Der kleine Bruder (Regie: Bodo Schwarz)
- 2006: Requiem (Regie: Hans-Christian Schmid)
- 2005: … von wegen! (Regie: Norbert Keil)
- 2005: Enemy (Kurzfilm; Regie: Manuel Ewald)
- 2004: Nachtschicht (Kurzfilm; Regie: Silke Gebauer, Anja Wacker)
- 2004: Dr. Sommerfeld – Neues vom Bülowbogen: Nahkampf (Regie: Jürgen Kaizik)
- 2004: Blind (Kurzfilm; Regie: Saskia Jell)
- 2004: Polizeiruf 110: Vater unser (Regie: Bernd Schadewald)
- 2004: Mein Weg zu dir heißt Liebe (Regie: Thomas Berger)
- 2003: Schütze holt! (Kurzfilm; Regie: Johann Wolfgang Harth)
- 2002: Davon stirbt man nicht (Regie: Christine Hartmann)
- 2001: Nichts bereuen (Regie: Benjamin Quabeck)
- 2001: Die Tochter des Kommissars (Regie: Christine Hartmann)
- 1999: Viergeteilt im Morgengrauen (Kurzfilm; Regie: Norbert Keil)